# La vida sense la Sara Amat

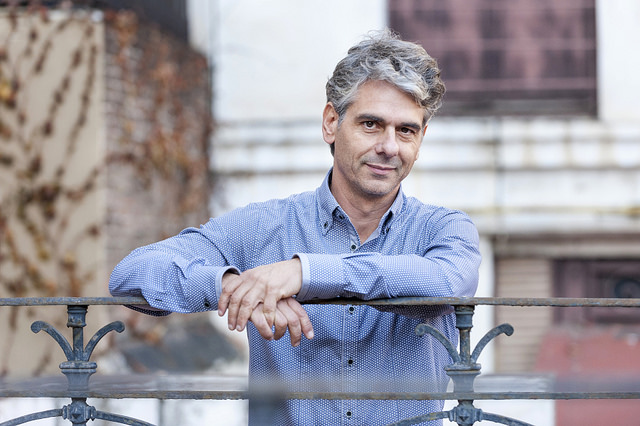
Pep Puig, escriptor

|  | Aquest article tracta sobre el llibre. Si cerqueu la pel·lícula, vegeu «La vida sense la Sara Amat (pel·lícula)». |

La vida sense la Sara Amat és una novel·la escrita per Pep Puig, guanyadora del Premi Sant Jordi de novel·la de 2015. L'obra narra la desaparició d'una nena, que amb prou feines arriba als tretze anys, mentre juga a fet i amagar amb uns amics durant una nit d'estiu a Ullastrell. De la desaparició, se'n fa ressò el Diari de Terrassa l'endemà, i a partir de llavors tot són rumors i especulacions. Segons el narrador de la història, en Pep de cal Sabater, la Sara no va desaparèixer sinó que es va colar a casa seva per la porta del darrere.